# Serapias todaroi
Serapias todaroi är en orkidéart som beskrevs av Vincenzo Tineo. Serapias todaroi ingår i släktet Serapias och familjen orkidéer. Inga underarter finns listade i Catalogue of Life.